# 大拉祖欽
49°46′17″N 26°30′10″E / 49.77139°N 26.50278°E
大拉祖欽（烏克蘭語：Великий Лазучин）是位於烏克蘭西部的村莊，由赫梅利尼茨基州裡赫梅利尼茨基區的泰奧菲波爾市鎮負責管轄。該村面積1.4平方公里，海拔高度293米，2001年人口396，人口密度每平方公里282.5人。